# Marco Scutaro
Marcos Scutaro Hernández (San Felipe, Yaracuy, 30 de octubre de 1975), más conocido como Marco Scutaro, es un beisbolista venezolano de origen italiano y español. Scutaro perteneció a la organización de los San Francisco Giants de las Grandes Ligas, posee ascendencia española e italiana, es hijo de padre italiano y madre española. Debutó con los New York Mets en 2002. Desde entonces ha jugado para los Oakland Athletics, Toronto Blue Jays, Boston Red Sox, Colorado Rockies y San Francisco Giants. Fue nombrado el Jugador Más Valioso de la Serie de Campeonato de la Liga Nacional en 2012 con los Giants.

## Inicios
Scutaro nació el 30 de octubre de 1975 en San Felipe, Yaracuy, hijo de Donato Scutaro, italiano y Nélida Hernández, española, forma parte de una familia grande con dos hermanas y un hermano.
Desde pequeño practicó tanto el fútbol como el béisbol, aunque este último su padre, siendo italiano, no lo comprendía mucho. Al graduarse a su colegio Federico Quiroz cuando tenía alrededor de 16-17 años decidió dedicarse exclusivamente al béisbol, porque según él: “veía en esta disciplina más futuro, porque el fútbol en Venezuela no tenía mucha esperanza en ese momento y después de sacar 5º año me dediqué a trabajar fuerte para llegar al béisbol profesional”. 
En 1992, Scutaro representó a Venezuela en la copa mundial de béisbol que se realizó en Ciudad de México.
Su madre muere en el 1993 de cáncer cerebral, cuando Marco tenía tan solo 18 años, Marco confiesa que: “fue bastante duro para mi, porque prácticamente ya al final de su vida, esos últimos días, sabíamos que quizá no íbamos a poder hablar más con ella, ya que a lo mejor no llegaba al siguiente día. Me metí al cuarto y fue como una clase de despedida que yo hice. Hablé con ella y le dije que se fuera tranquila, que no se preocupara. Le prometí que iba a trabajar duro para ser pelotero, porque ella siempre lo quiso así. Me apoyó mucho. Esas fueron mis palabras antes de que ella muriera: Que iba a tratar de jugar al béisbol profesional y que iba a tratar de llegar a las Grandes Ligas algún día”.
Nuevamente en el 2001, sufre una gran perdida cuando su padre también muere de un ataque cardíaco.
Aún hoy antes de cada juego el les hace un tributo a sus dos padres, escribiendo sus iniciales en la arena del campo, para así tenerlos siempre presente: "antes de cada juego rezo y le pido a mi mamá y a mi papá que me ayuden. Les dedicó los juegos, junto con Dios”.

## Carrera profesional

### Cleveland Indians
Scutaro originalmente firmó con los Indios de Cleveland como agente libre aficionado el 26 de julio de 1994. En su adolescencia consideró a su compatriota venezolano Omar Vizquel como su jugador favorito, y solía verlo en los entrenamientos de primavera.

### Béisbol Profesional de Venezuela
Inicia su carrera en el año 1995 con el equipo Caribes de Oriente. En 1998 es traspasado al elquipo Pastora de Los Llanos junto con el lanzador zurdo Horacio Estrada a cambio del receptor Robert Machado. En 2003 es objeto de un nuevo traspaso, esta vez a los Leones del Caracas en cambio por el también infielder Maicer Izturis. Ese mismo año, logró consagrarse como campeón bate. Más tarde, en la temporada 2005-2006 obtendría su primer campeonato con los Leones. También vistió la camiseta de Cardenales de Lara en calidad de refuerzo para la semifinal y final de la temporada 2007-2008.

### Milwaukee Brewers
Scutaro fue cambiado por los Indios a los Cerveceros de Milwaukee el 30 de agosto de 2000, como el "jugador a ser nombrado más tarde" en un traspaso que había enviado a Kane Davis, Paul Rigdon y Richie Sexson a los Cerveceros a cambio de Jason Bere, Bob Wickman y Steve Woodard  el 28 de julio. Scutaro formó parte de la película documental de 2005 "Un jugador a ser nombrado más tarde" que siguió a varios jugadores de los Indios de Indianápolis, el afiliado Triple-A de los Cerveceros de Milwaukee, por una temporada. Fue cortado en el inicio de la temporada de 2002 por los Cerveceros que necesitaban hacer sitio a Nelson Figueroa en su plantel.

### New York Mets (2002–2003)
Scutaro fue reclamado de waivers por los Mets de Nueva York el 5 de abril de 2002. Bateó para .336 con 20 dobles, 7 jonrones, 25 carreras impulsadas (RBI) y 39 carreras anotadas en 79 juegos con los Norkfold Tides. También fue seleccionado para el equipo de la Liga Internacional del Juego de Estrellas de Triple-A ese verano.
Fue llamado a Grandes Ligas el 19 de julio por los Mets para reemplazar al lesionado Joe McEwing. Scutaro se presentó al mánager de los Mets Bobby Valentine esa tarde mientras que el segundo estaba almorzando en el hotel en Cincinnati donde el equipo se alojaba. Valentine correspondió el saludo sin saber quién era Scutaro. Después de terminar su comida, Valentine preguntó por qué Scutaro fue persistente. "Acabo de recibir un llamado," respondió Scutaro.

### Oakland Athletics (2004-2007)

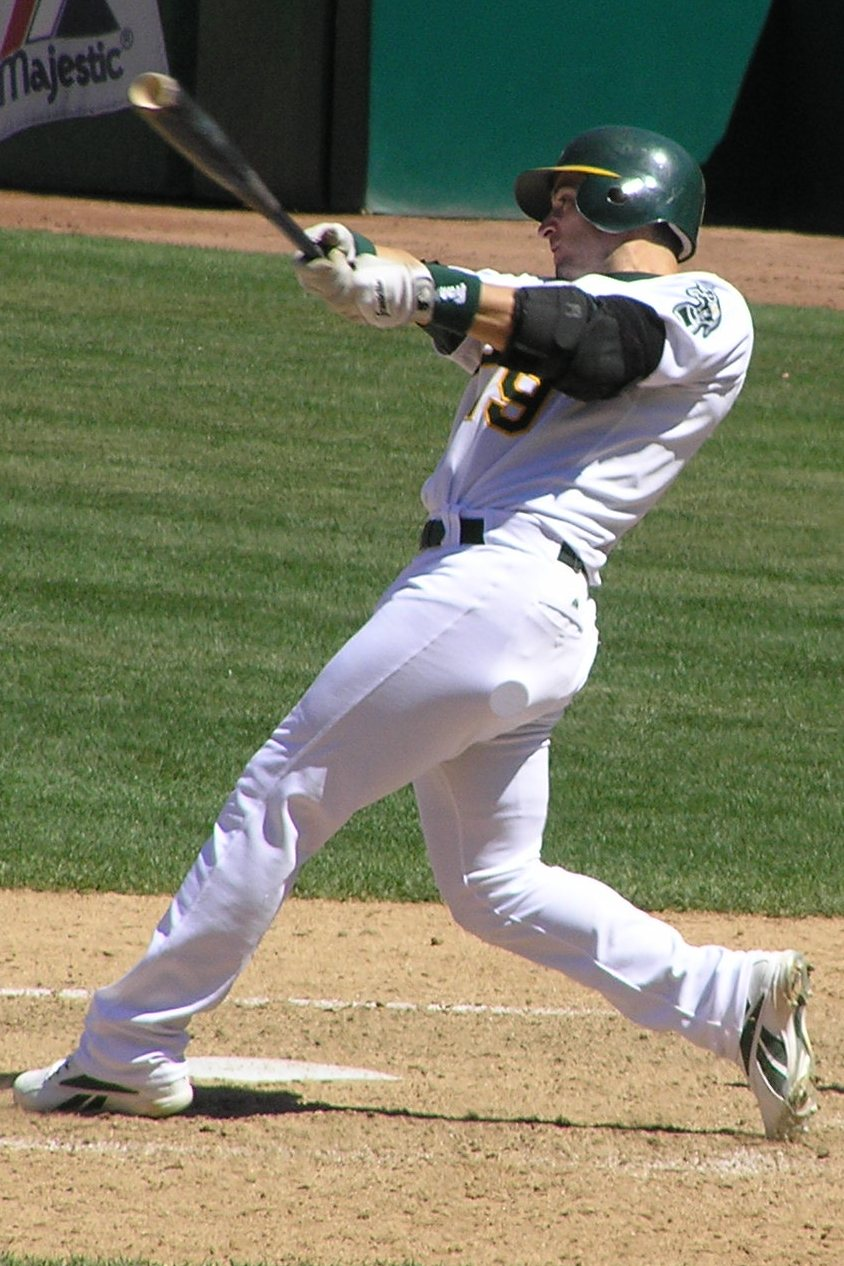
Scutaro bateando con los Atléticos en 2005.

Scutaro fue nuevamente seleccionado de waivers, esta vez por los Atléticos de Oakland, el 9 de octubre de 2003.
Se convirtió en el segunda base titular del equipo luego de que Mark Ellis sufriera una lesión en el hombro durante el entrenamiento de primavera de 2004.
En 2004, Scutaro alcanzó máximos de carrera en promedio de bateo (.273), carreras impulsadas (43), carreras anotadas (50), hits (124), dobles (32), turnos al bate (455) y partidos jugados (137). Jugó varias posiciones, incluyendo la segunda base, campo corto, tercera base y el jardín izquierdo.

### Clásico Mundial de Béisbol
Debido a su herencia italiana, a Scutaro se le dio la opción de jugar con Italia o Venezuela en el Clásico Mundial de Béisbol 2006. Él eligió jugar para Venezuela como un utility. Volvió a representar a Venezuela en el Clásico Mundial de Béisbol 2009 y el Clásico Mundial de Béisbol 2013. Venezuela ganó la medalla de bronce en 2009, pero en 2013 fueron eliminados después de una derrota ante Puerto Rico 6-3. Sin embargo, Venezuela le ganó a España para ganar la clasificación directa para el Clásico Mundial de Béisbol 2017.

### Toronto Blue Jays (2008-2009)

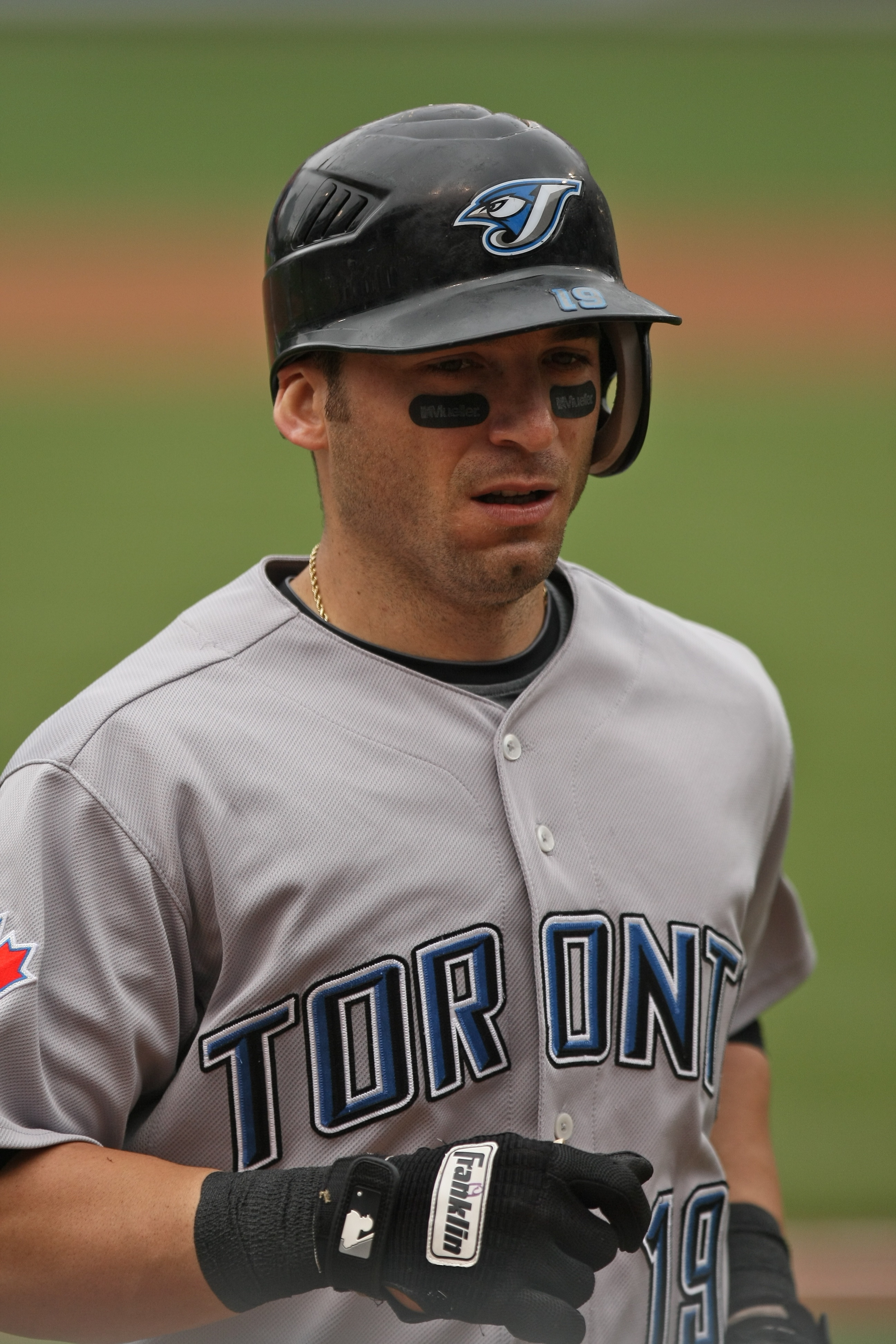
Scutaro con los Azulejos el 27 de mayo de 2009.

El 18 de noviembre de 2007, Scutaro fue cambiado a los Azulejos de Toronto por los lanzadores de ligas menores Kristian Bell y Graham Godfrey.
Fue el tercera base de los Azulejos por lo menos durante un mes, después de que su compañero de equipo Scott Rolen se lesionó un dedo, y luego Scutaro volvió al papel de titular después de que su compañero de equipo David Eckstein se lesionó el flexor derecho de la cadera el 6 de mayo. Poco después del regreso de Eckstein, éste y su compañero Aaron Hill chocaron tratando de atrapar un elevado. Hill sufrió de síntomas de conmoción cerebral, y Scutaro lo reemplazó en la segunda base.
Fue el campocorto titular de los Azulejos de Toronto en 2009, y tuvo su mejor temporada hasta la fecha, alcanzando máximos de carrera en casi todas las categorías ofensivas: 12 jonrones, 60 carreras impulsadas, 35 dobles, 235 bases totales, 162 hits, 100 carreras , 14 bases robadas y 90 bases por bolas en 574 turnos al bate.

### Boston Red Sox (2010-2011)
El 3 de diciembre de 2009, Scutaro llegó a un acuerdo de dos años, $ 11 millones con los Medias Rojas de Boston. El acuerdo también incluyó una opción mutua de un tercer año. El 12 de abril de 2010 registró el primer hit en la historia del Target Field con un sencillo por el centro en la primera entrada ante el abridor Carl Pavano de los Mellizos de Minnesota. Poco después, fue sorprendido robando segunda base, convirtiéndose en el primer out registrado en el nuevo estadio de los Mellizos. En su primera temporada con el equipo estableció una serie de marcas de su carrera, incluyendo juegos (150), turnos al bate (632), hits (174) y dobles (38), mientras que sufrió gran parte de la temporada de una lesión en el hombro derecho.

### Colorado Rockies (2012)
Antes de la temporada 2012, los Medias Rojas y Scutaro acordaron ejercer su opción de contrato mutuo. Luego, el 21 de enero de 2012, Scutaro fue canjeado a los Rockies de Colorado por el lanzador Clayton Mortensen.

### San Francisco Giants (2012-presente)
El 27 de julio de 2012, Scutaro fue traspasado, junto con consideraciones de efectivo, a los Gigantes de San Francisco por el infielder Charlie Culberson. En un partido contra los Cardenales de San Luis en el Busch Stadium el 8 de agosto de 2012, Scutaro impulsó siete carreras, incluyendo un grand slam. Bateó para promedio de .306 en la temporada regular, incluyendo .362 con los Gigantes, ayudándolos a ganar el título de la División Oeste de la Liga Nacional. Fue galardonado con el MVP de la Serie de Campeonato de la Liga Nacional después de empatar el récord de 14 hits y batear para .500 (14 de 28) con seis carreras anotadas y cuatro carreras impulsadas durante la serie de siete juegos contra los Cardenales. El 28 de octubre, en la décima entrada del Juego 4 de la Serie Mundial de 2012, impulsó a Ryan Theriot para la carrera de la victoria, para que los Gigantes barrieran a los Tigres de Detroit.
Después de la temporada 2012, Scutaro y los Gigantes acordaron un contrato por 3 años, $ 20 millones el 7 de diciembre de 2012. En 2013, Scutaro fue el segunda base titular, con Tony Abreu y Nick Noonan como principales suplentes. En 81 partidos en la primera mitad, bateó .316/.367/.400 con 2 HR, 22 RBI y 37 R, y fue nombrado para el Juego de Estrellas 2013. Jugó su último partido de 2013 el 15 de septiembre, y fue dado de baja oficialmente el 24 de septiembre. Se sometió a una cirugía el 27 de septiembre para insertar un alfiler en su dedo meñique izquierdo y corregir una lesión que sufrió el 11 de junio contra los Piratas cuando fue golpeado por Tony Watson. En 127 juegos en 2013, bateó .297/.357/.369 con 2 HR, 31 RBI y 57 R.
Comenzó la temporada 2014 en la lista de lesionados con problemas de espalda. Jugó en cinco partidos en julio antes de que sus problemas de espalda le obligaran a volver a la lista de lesionados por el resto de la temporada. El 19 de diciembre de 2014 se sometió a una cirugía de la espalda que algunos informes indican podría terminar su carrera. Los Gigantes lo designaron para asignación el 21 de enero de 2015, y que fue retirado de la lista de 40 jugadores.
El 28 de enero de 2015, Scutaro fue liberado por los Gigantes, pero lo volvieron a firmar a un contrato de Grandes Ligas el 17 de junio y lo colocaron en la lista de lesionados de 60 días. Él continuaría la rehabilitación de su lesión con los Gigantes, no con la intención de jugar, pero "con la esperanza de mantener una calidad de vida y ser libre de dolor con su familia", según los Gigantes.

## Vida privada
Se encuentra casado con Marinés y con ella tiene una hija llamada María Verónica que nació el 26 de mayo de 2002, y otra llamada María Valeria que nació en diciembre de 2005.
Su debilidad aparte del béisbol y su familia son los caballos, le gustan mucho los caballos de coleo y montarlos, tiene 3 de ellos. Aunque asegura que "cuando tengo tiempo libre trato de pasarla con mi familia en San Felipe".
Le encanta la comida criolla y escucha todo tipo de música, aunque cuando esta en los Estados Unidos, le gusta mucho escuchar música venezolana, especialmente camino al estadio, ya que según el: "Me gusta poner mis llaneritas y acordarme de mi país natal, porque cuando estás mucho tiempo allá extrañas demasiado a Venezuela. La comida, la gente y, por encima de todo, el calorcito venezolano".